# Сивашур (река)
Сивашу́р — небольшая река, протекающая в Ярском районе Удмуртии, правый приток Бармашурки.
Длина реки составляет 6 км. Берёт начало на Красногорской возвышенности. Протекает в направлении на север, затем на запад и северо-запад. Имеет два небольших левых притока.
Название реки происходит от финно-угорских апеллятивов: си — «водный источник», ва — «вода, река» и шур — «река, речка»). По реке была названа одноимённая деревня, ныне не существующая.